# A kertész lánya
A kertész lánya (eredeti cím: La hija del jardinero) 2003 és 2004 között vetített mexikói telenovella, amit Luis Alberto Lamata alkotott. A főbb szerepekben Mariana Ochoa, Carlos Torres, Gabriela Vergara, Alpha Acosta és Kenia Gazcón.
Mexikóban 2003. augusztus 18-án az Azteca Trece, Magyarországon 2008. január 9-én a Zone Romantica mutatta be. 2016-ban a sorozatnak készült egy feldolgozása, A sors útjai.

## Történet
A sorozat Luisa Fernanda életéről szól, aki egy kertész lányaként a gazdag gyerekek részére fenntartott iskolába. Ameliát, Luisa Fernanda édesanyját Don Fernando elzavarta a házából, mikor megtudta, hogy az gyermeket vár.

## Szereplők
| Színész               | Szereplő                                                                             | Megjegyzés                                                                      | Magyar hang                                      |
| --------------------- | ------------------------------------------------------------------------------------ | ------------------------------------------------------------------------------- | ------------------------------------------------ |
| Mariana Ochoa         | Luisa Fernanda Pérez Alcántara / Luisa Fernanda Montero Alcántara / Amelia Alcántara | Amelia és Luis Alejandro lánya, Pedro nevelt lánya                              | Törtei Tünde                                     |
| Carlos Torres         | Carlos Eduardo Gómez Ruíz                                                            | Orvos, Marisa fia                                                               | Markovics Tamás                                  |
| Ángela Fuste          | Amelia Alcántara de Pérez                                                            | Don Fernando lánya, Consuelo testvére, Luisa Fernanda édesanyja, Pedro felesége | Orosz Helga                                      |
| Alpha Acosta          | Consuelo Alcántara de Sotomayor                                                      | Don Fernando lánya, Amelia testvére, Heriberto felesége                         | Zborovszky Andrea                                |
| Fernando Ciangherotti | Luis Alejandro Montero                                                               | Marisa férje, Luisa Fernanda és Armando édesapja                                | Bolla Róbert (1. hang) Papucsek Vilmos (2. hang) |
| Ramiro Huerta         | Pedro Pérez                                                                          | Kertész, Amelia férje, Luisa Fernanda nevelőapja, Joaquina testvére             | Tokaji Csaba                                     |
| José Alonso           | Don Fernando Alcántara                                                               | Amelia és Consuelo édesapja                                                     | Uri István                                       |
| Kenia Gazcón          | Marisa Gómez-Ruíz de Montero                                                         | Banktulajdonos, Carlos Eduardo édesanyja, Luis Alejandro felesége               | Hirling Judit                                    |
| Alejandra Lazcano     | Vanessa Sotomayor Alcántara                                                          | Heriberto lánya, Luisa Fernada barátnője                                        | Molnár Ilona                                     |
| Gabriela Vergara      | Jennifer de la Vega                                                                  | Exszépségkirálynő, Carolina testvére                                            | Csampisz Ildikó                                  |
| Sergio Kleiner        | Lic. Antonio Ordóñez                                                                 | Ügyvéd, Marisa kollégája                                                        | Barbinek Péter                                   |
| Ana Ofelia Murguía    | Rigoberta Rondón                                                                     | Don Fernando házvezetőnője                                                      | Bessenyei Emma                                   |
| Gerardo Acuña         | Heriberto Sotomayor                                                                  | Consuelo férje, Vanessa édesapja                                                | Szokol Péter                                     |
| Eduardo Arroyuelo     | Augusto Prieto                                                                       | Ügyvéd                                                                          |                                                  |
| Carlos East Jr.       | Armando Pereira / Luis Alejandro Montero                                             | Luis Alejandro fia                                                              |                                                  |
| Mariana Isla          | Gabriela                                                                             | Carolina, Luisa Fernanda, Lucero és Vanessa iskolatársa                         |                                                  |
| Masha Kostiurina      | (fiatal) Consuelo Alcántara                                                          | Don Fernando lánya, Amelia testvére                                             |                                                  |
| Kenya Mori            | Carolina 'Caro' de la Vega                                                           | Jennifer testvére                                                               | Czirják Csilla                                   |
| Betty Monroe          | Andreina Torres                                                                      | Jennifer kollégája                                                              | Dudás Eszter                                     |
| Nubia Martí           | Guadalupe 'Lupe' González                                                            | Marisa kollégája, César édesanyja                                               |                                                  |
| Eduardo Victoria      | Leopoldo Araoz                                                                       | Luis Alejandro barátja                                                          | Dányi Krisztián                                  |
| Cinthia Vázquez       | Xóchitl Infante                                                                      | Cseléd Alfredo házában                                                          |                                                  |
| Loló Navarro          | Rosario                                                                              | Carlos Eduardo dadája                                                           | Sáfár Anikó                                      |
| Laura Padilla         | Joaquina                                                                             | Apáca, Pedro testvére                                                           | Kovács Nóra                                      |
| Erika de la Rosa      | Clarita                                                                              | Cseléd Marisa házában, César felesége                                           | Dögei Éva                                        |
| Carina Sarti          | Alicia                                                                               | Luis Alejandro titkárnője                                                       |                                                  |
| Mariana Urrutia       | Sonrisa                                                                              | Apáca, Luisa Fernanda barátnője                                                 | Stefán-Bodor Mária                               |
| Abel Woolrich         | Pancho                                                                               | Kertész                                                                         | Garai Róbert                                     |
| Luis Alberto López    | César Cortés                                                                         | Guadalupe és Rubén fia, Luisa Fernanda barátja, Clarita férje                   |                                                  |
| Luis Ernesto Franco   | Orlando                                                                              | Zenész                                                                          |                                                  |
| Rodrigo Abed          | Guillermo                                                                            | PR menedzser                                                                    |                                                  |

## Fordítás
- Ez a szócikk részben vagy egészben  a   La Hija del Jardinero című angol Wikipédia-szócikk fordításán alapul.  Az eredeti cikk szerkesztőit annak laptörténete sorolja fel. Ez a jelzés csupán a megfogalmazás eredetét és a szerzői jogokat jelzi, nem szolgál a cikkben szereplő információk forrásmegjelöléseként.